# Hervormde kerk (Schraard)
De Hervormde kerk van Schraard is een kerkgebouw in Schraard, gemeente Súdwest-Fryslân, in de Nederlandse provincie Friesland.

## Beschrijving
De romanogotische kerk uit de 13e eeuw is een eenbeukige kerk met ronde koorsluiting. De vlakopgaande zadeldaktoren uit 12e eeuw werd bij de bouw van de kerk verhoogd. In de toren hangt een klok uit 1603 van klokkengieter Willem Wegewaert. Op de oostkant van de toren zit een wijzerplaat met het jaartal 1678. In dat jaar is wellicht het torenuurwerk aangeschaft. Deze werd in 2013 herontdekt door de Stichting tot Behoud van het Torenuurwerk (SBT). In de vorige eeuw werd er namelijk een elektrisch uurwerk geplaatst, waarbij het smeedijzeren exemplaar afgedankt werd.
Het interieur wordt gedekt door een houten tongewelf. De preekstoel dateert uit 1633. Het doophek heeft gedraaide balusters. Er bevinden zich enkele zerken, een herenbank en een rouwbord (1653) van de familie Van Aylva. Het snijwerk aan de wangstukken van de kerkbanken is voor Friesland uniek. In het koor van de kerk bevindt zich aan de noordzijde een piscina. Het orgel uit 1911 is gemaakt door Martin Vermeulen en in 1932 door Bakker & Timmenga gereviseerd.
In 1954-1955 werd door de architect Andries Baart sr. het kerkinterieur gerestaureerd. De Aylva herenbank is toen ontdaan van zijn overkapping, waardoor slechts de bank overbleef. De kerk bezit een tiental unieke voor-reformatorische bankwangen met opvallende afbeeldingen. In 1955 verdwenen vier middeleeuwse bankwangen uit de kerk, die een plek vonden in de kunstwereld. In 2021 kon een in 1955 verdwenen exemplaar worden teruggekocht door het kerkbestuur. Onderzoek via dendrochronologie wees uit dat het gebruikte hout van na 1567 dateerde. De bankwang is samen met een wapenbord uit 1625 teruggeplaatst in de kerk.
Het kerkgebouw is een rijksmonument. De kerk wordt gebruikt door, en is eigendom van de Protestantse gemeente te Schettens-Schraard-Longerhouw-Wons.

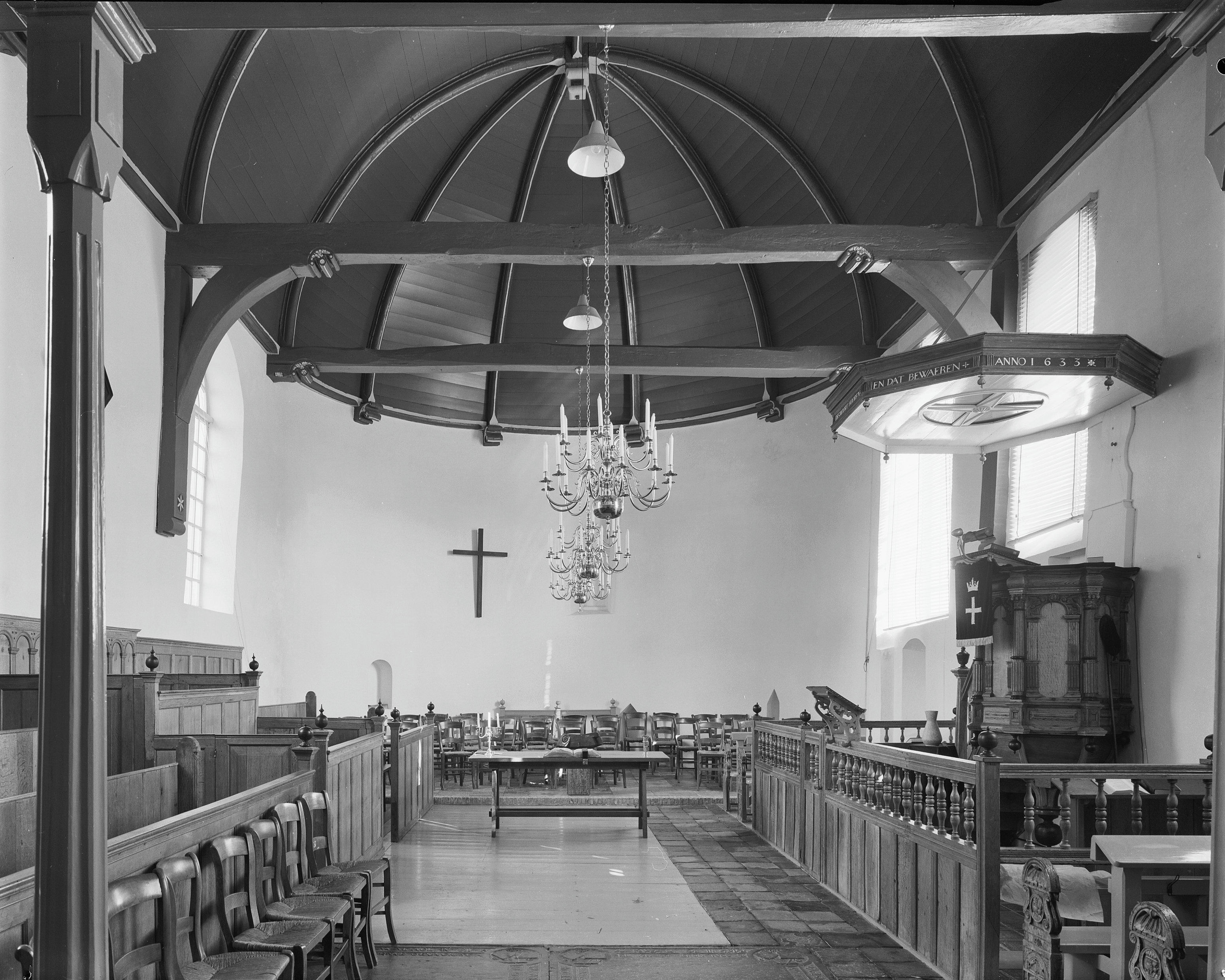
Interieur ronde koorsluiting (1975)
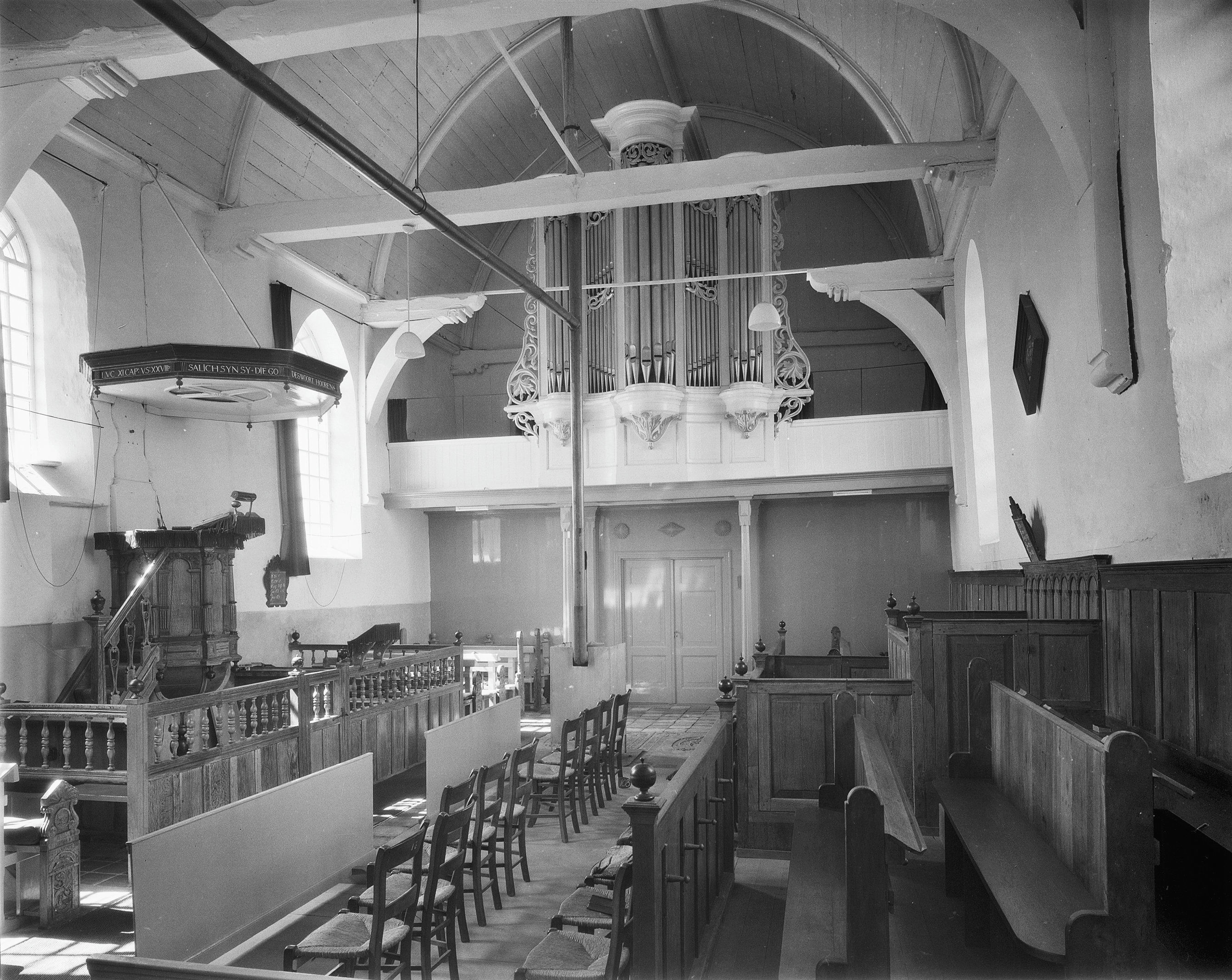
Interieur met preekstoel en orgel
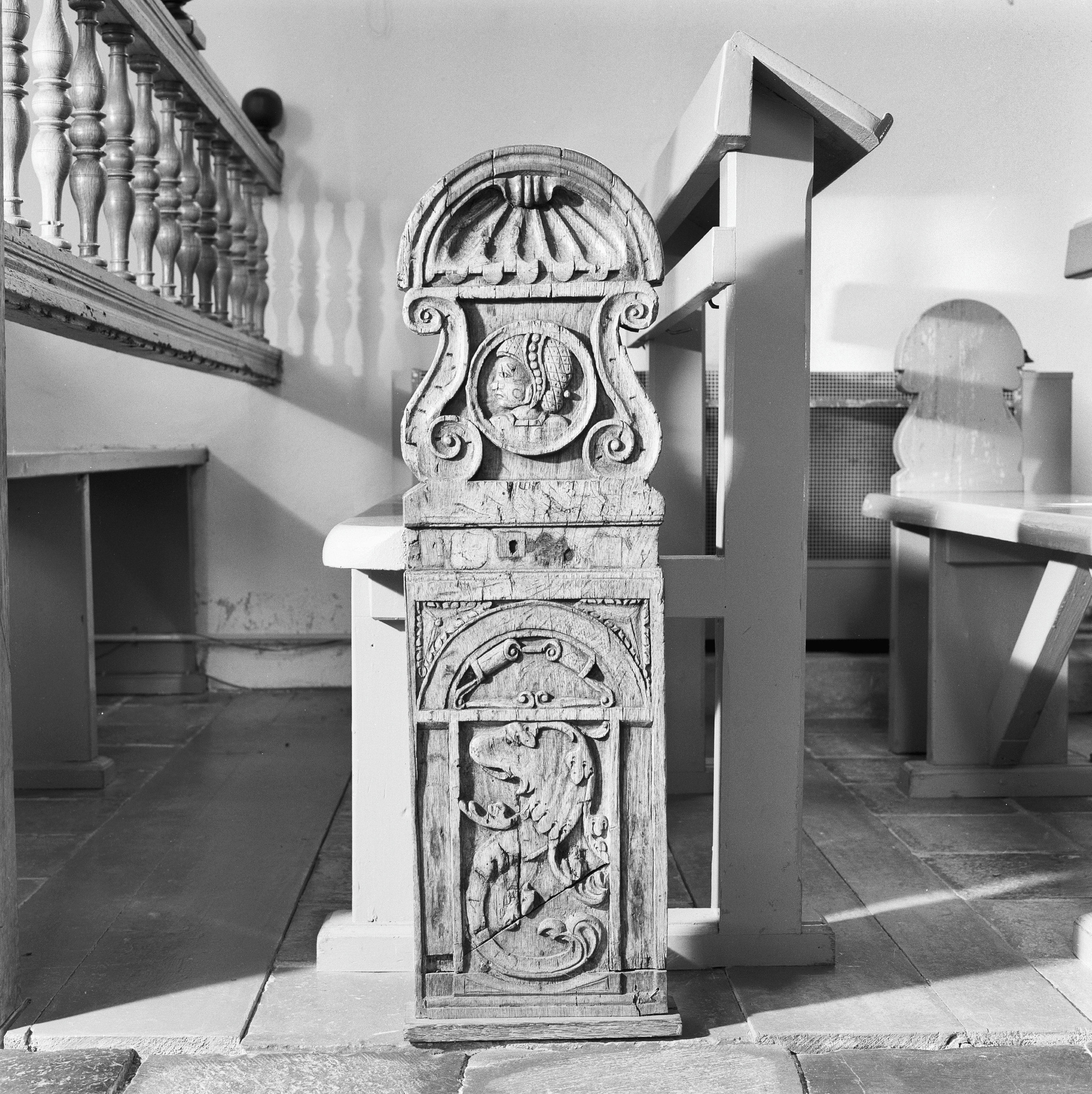
Bankwang (zijschot) van een bank